# Ría de Vivero
La ría de Vivero (en gallego, ría de Viveiro) es una ría gallega de la provincia de Lugo, en Galicia, España. Forma parte de las Rías Altas.

## Descripción
Formada por la desembocadura del río Landro, esta comprende a los términos municipales de Vicedo, Vivero y Jove. Se abren a la ría el puerto pesquero de Vivero, Cillero, la capital del municipio, Vivero, y la zona residencial de Covas.

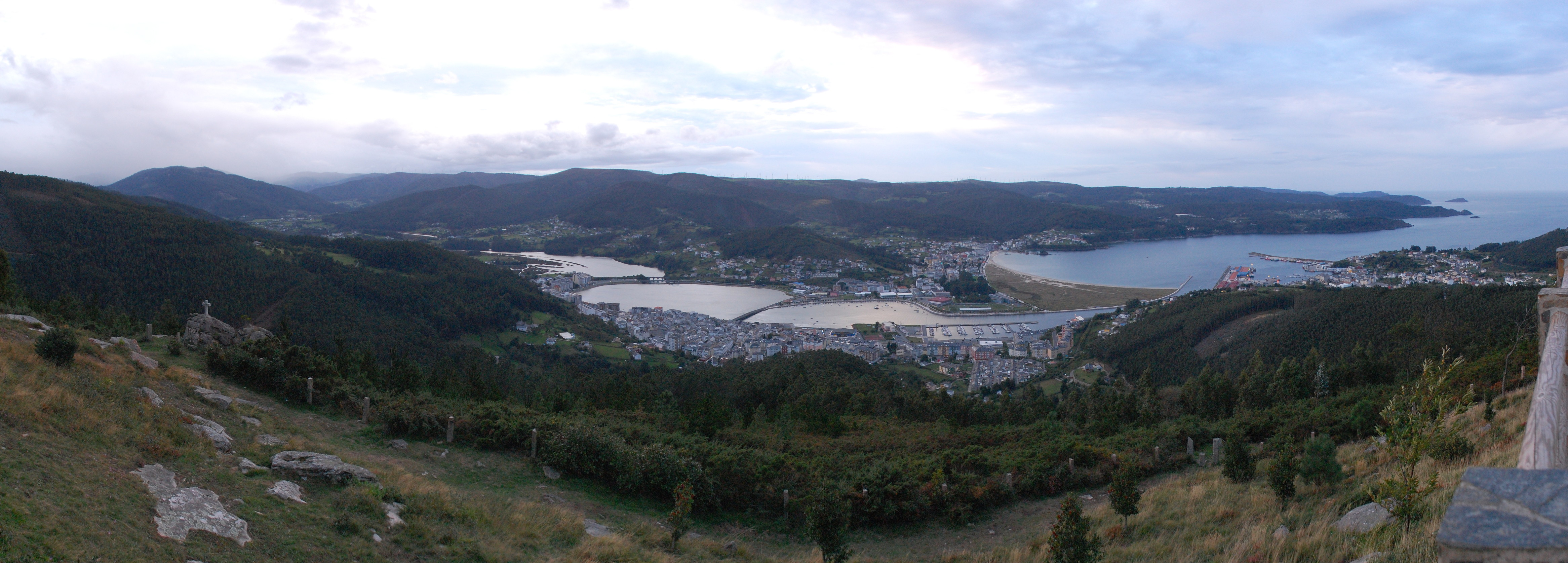
Desembocadura del río Landro en la ría de Vivero, vista desde la ermita de San Roque, en Vivero.